# Alexander Kubelka
Alexander Paul Kubelka (* 16. April 1968 in Innsbruck) ist ein österreichischer Intendant und international tätiger Theater- und Opernregisseur und Bildhauer.

## Leben
Kubelka wuchs In Kärnten auf. Er maturierte am bildnerischen Zweig des Gymnasiums in Viktring bei Klagenfurt. Nach seinem Studium für Musiktheater am Konservatorium der Stadt Wien gründete er zusammen mit Stefan Pfeistlinger das Theater k.l.a.s. auf der Heunburg. Als junger Regisseur eröffnete er mit Georg Büchners Woyzeck-Mord im Dorf sein erstes freies Theater. Intendant Dietmar Pflegerl holte ihn ans Klagenfurter Stadttheater, wo er in den folgenden Jahren eine künstlerische Heimat fand. Mit seiner ersten Regiearbeit am Klagenfurter Stadttheater, Frühlingserwachen von Frank Wedekind, erregte Kubelka überregional Aufsehen und wurde von Kurt Hübner für den Kurt-Hübner-Regiepreis nominiert.
Unter der Intendanz von Anna Badora wurde Kubelka an das Düsseldorfer Schauspielhaus engagiert. Dort konnte er, zwei Jahre in Folge mit Die Physiker von Dürrenmatt den „Publikumserfolg des Jahres“ am Düsseldorfer Schauspielhaus für sich verbuchen. In Österreich erhielt er für seine Produktion und Inszenierung von Kärnten Treu den Förderpreis für dramatische Kunst des Landes Kärnten.
Mit Emmy Werner, der Direktorin des Wiener Volkstheaters, fand Kubelka eine Förderin und Wegbegleiterin. Regiearbeiten wie Prinzessinnendramen von Elfriede Jelinek, Lulu von Gustav Ernst, für die er den Karl-Skraup-Preis für die beste Regie erhielt, oder Mozarts Visionen von Franzobel prägten das künstlerische Gesicht des Volkstheaters wesentlich mit.
Neben dem Theater Basel arbeitete Kubelka nach dem Theater Heidelberg in jüngerer Zeit wieder mit Günther Beelitz am Düsseldorfer Schauspielhaus zusammen. Galileo Galilei von Bertolt Brecht am Theater in Heidelberg und Shakespeares König Lear am Klagenfurter Stadttheater wurden unter der Regie von Kubelka wiederum die Publikumserfolge des Jahres. Neben seiner künstlerischen Tätigkeit war Kubelka Gastprofessor am Max-Reinhardt Seminar in Wien.

### Intendanz
Mit Manuel Rubey in der Hauptrolle und der Band Mondscheiner eröffnete Kubelka am 2. Oktober 2009 mit Luigi Pirandellos Die Riesen vom Berge seine erste Saison als Intendant und Regisseur des Vorarlberger Landestheaters. Mit rund 40 % mehr Besuchern und einem künstlerisch vielfältigen Programm präsentierte sich das Landestheater 2017. Im Oktober 2017 verließ Kubelka das Vorarlberger Landestheater. Von November 2017 bis Juni 2018 führte Britta Kampert, die vormalige Chefdramaturgin unter Kubelkas Intendanz, als interimistische Leitung das Programm für die letzte Spielzeit von Kubelka zu Ende. Seit 2017 inszeniert Kubelka regelmäßig am Theater in der Josefstadt in Wien.
2022 wurde Kubelka als Nachfolger von Michael Sturminger zum Intendanten der Sommerspiele Perchtoldsdorf bestellt. Mit der Eröffnungsproduktion Don Quijote gelang ihm ein großer Erfolg, mit einer Gesamtauslastung von 92 % und einem Anstieg der Zuschauerzahlen um 52 % gegenüber dem Vorjahr.

### Bildhauer
Kubelka widmete sich während der Pandemie vermehrt seiner Arbeit als bildender Künstler. Werke aus Marmor, die in dieser Zeit entstanden sind, waren 2022 während der Salzburger Festspiele im Skulpturengarten von Galerist Mario Mauroner neben Arbeiten von Marina Abramovic, Herbert Brandl und Jan Fabre zu sehen. 2023 konnte man neue Arbeiten in der Einzelausstellung im Kunst//Haus 2226 (Lustenau, Vorarlberg) von Architekt Dietmar Eberle betrachten.

## Auszeichnungen
- Landespreis zur Förderung dramatischer Kunst – Land Kärnten für Kärnten Treu (A. Kubelka; B. L. Mosser), UA
- Nominierung Kurt-Hübner-Regiepreis (Beste Regie) für Frühlingserwachen von F. Wedekind – Stadttheater Klagenfurt; Kurt Hübner nominiert A. Kubelka für den deutschen Regiepreis
- Karl-Skraup-Preis für Regie, Hauptdarsteller und Nachwuchsdarsteller in Lulu (G. Ernst), UA – Volkstheater Wien
- Prämierung des BMfUK für Der Karakal (Judith Herzberg) ÖE – Eigenproduktion[2]

## Publikumserfolge
- Publikumserfolg des Jahres: Das Leben des Galileo Galilei (Bertolt Brecht) – Stadttheater Heidelberg
- Publikumserfolg des Jahres: Die Physiker (Friedrich Dürrenmatt) – Düsseldorfer Schauspielhaus
- Publikumserfolg des Jahres: König Lear (William Shakespeare) – Stadttheater Klagenfurt
- Publikumserfolg des Jahres: Der Besuch der alten Dame (Friedrich Dürrenmatt) – Volkstheater Wien[2]

### Preisträger unter seiner Regie
- Tatjana Larina gewinnt den Österreichischen Musiktheaterpreis – La traviata (G. Verdi) – Vorarlberger Landestheater[18]
- Erni Mangold gewinnt den Karl-Skraup-Preis und den Nestroy-Preis – Prinzessinnendramen (E. Jelinek) – Volkstheater Wien[19]
- Anna Franziska Srna gewinnt den Nestroy-Preis – Woyzeck (G. Büchner) – Volkstheater Wien
- Xaver Hutter gewinnt der Karl-Skraup-Preis – Mozarts Vision (Franzobel) – Volkstheater Wien
- Julia Cencig gewinnt den Karl-Skraup-Preis – Lulu (G. Ernst) – Volkstheater Wien

## Inszenierungen
- 2017: Orpheus und Eurydike von Christoph Willibald Gluck, Vorarlberger Landestheater
- 2015/16: Josef und Maria von Peter Turrini, Vorarlberger Landestheater
- 2015: Imaginäres Paradies von Alexander Kubelka, Vorarlberger Landestheater
- 2014: Carmen von Georges Bizet, Vorarlberger Landestheater
- 2014: Ein Sommernachtstraum von William Shakespeare, Vorarlberger Landestheater
- 2014: Rigoletto von Giuseppe Verdi, Vorarlberger Landestheater
- 2013: Mutter Courage von Bertolt Brecht, Vorarlberger Landestheater
- 2013: Die Stunde da wir nichts voneinander wussten von Peter Handke, Vorarlberger Landestheater
- 2013: La Traviata von Giuseppe Verdi, Vorarlberger Landestheater
- 2012: Faust I von Johann Wolfgang von Goethe, Vorarlberger Landestheater
- 2012: Der Liebestrank von Gaetano Donizetti, Vorarlberger Landestheater
- 2012: Die Dreigroschenoper von Bertolt Brecht, Vorarlberger Landestheater
- 2011: Peer Gynt von Henrik Ibsen, Vorarlberger Landestheater
- 2010: Schöne Freunde von Arno Geiger, Vorarlberger Landestheater
- 2010: Undine geht von Ingeborg Bachmann, Vorarlberger Landestheater
- 2010: Woyzeck von Georg Büchner, Vorarlberger Landestheater
- 2009: Die Riesen vom Berge von Luigi Pirandello, Vorarlberger Landestheater
- 2008: Der Besuch der alten Dame von Friedrich Dürrenmatt, Vorarlberger Landestheater
- 2007: Die Minderleister von Peter Turrini, Schauspielhaus Graz
- 2007: King Lear von William Shakespeare, Stadttheater Klagenfurt
- 2006: Requiem für Piccoletto, UA, von Josef Winkler und Dieter Kaufmann, Wiener Mozartjahr-Museumsquartier Halle E
- 2006: Leonie und Lena von Georg Büchner, Düsseldorfer Schauspielhaus
- 2005: Prinzessinnendramen von Elfriede Jelinek, Volkstheater Wien
- 2004: Penthesilea von Heinrich von Kleist, Volkstheater Wien
- 2004: Ein Volksfeind von Henrik Ibsen, Stadttheater Klagenfurt
- 2003: Mozarts Vision, UA, von Franzobel, Volkstheater Wien
- 2003: Lulu von Gustav Ernst, Volkstheater Wien
- 2003: Im Baum von Bernd Liepold-Mosser, Open Air, Eigenproduktion
- 2002: Das Leben des Galileo Galilei von Bertolt Brecht, Stadttheater Heidelberg
- 2002: Die Physiker von Friedrich Dürrenmatt, Düsseldorfer Schauspielhaus
- 2002: Woyzeck von Georg Büchner, Volkstheater Wien
- 2001: Der große Gatsby, UA, von F. Scott Fitzgerald, Stadttheater Heidelberg
- 2001: Das Dorf an der Grenze, UA, Stadttheater Klagenfurt
- 2001: Bartleby von Bernd Liepold-Mosser, Düsseldorfer Schauspielhaus
- 2000: Fräulein Julie von August Strindberg, Düsseldorfer Schauspielhaus
- 2000: Minna von Barnhelm von Gotthold Ephraim Lessing, Düsseldorfer Schauspielhaus
- 1999: Kärnten Treu von Bernd Liepold-Mosser, Eigenproduktion
- 1998: Frühlingserwachen von Frank Wedekind, Stadttheater Klagenfurt
- 1997: Trainspotting, Liegelgarage, Eigenproduktion
- 1996: X-Jagd – Hexenjagd von Arthur Miller, K.L.A.S.
- 1995: Mord im Dorf – Woyzeck von Georg Büchner, K.L.A.S.
- 1994: Der Karakal von Judith Herzberg, Eigenproduktion